# 伊万尼希镇市镇
伊万尼希镇市镇（俄语：Муниципальное образование «Посёлок Иванищи»）是俄罗斯联邦弗拉基米尔州古西赫鲁斯塔利内区所属的一个市镇。其下辖有11个居民点，行政中心为伊万尼希。据2016年统计，该市镇的人口为2168人。